# ヒストンH2A
ヒストンH2A（英: histone H2A）は、真核生物細胞のクロマチン構造に関係する5つの主要なヒストンタンパク質の1つである。

他のヒストンタンパク質は、H1、H2B、H3、H4である。 

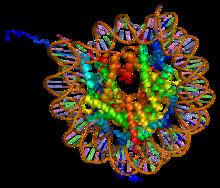
ヌクレオソームの構造

## 背景
ヒストンはDNAをヌクレオソームへとパッケージングするタンパク質である。ヒストンはヌクレオソームの形状と構造の維持を担う。クロマチンにはDNA約100塩基対あたりに1つのコアヒストンが含まれている。これまでにヒストンには、H1/H5、H2A、H2B、H3、H4の5つのファミリーが存在することが知られており、H2AはH2B、H3、H4とともにコアヒストンを構成すると考えられている。

## 配列バリアント
ヒストンH2Aは非対立遺伝子型バリアントから構成される。「ヒストンH2A」という用語は、密接に関連したさまざまなバリアントを包括的に指して用いられる。これらのバリアントは多くの場合数アミノ酸の差異しか存在しない。特筆すべきバリアントとしては、H2A.1、H2A.2、H2A.X、H2A.Zがある。H2Aのバリアントは"HistoneDB with Variants" databaseで検索することができる。
細胞の分化によってバリアント構成には変化が生じる。神経細胞の分化の過程では、合成とターンオーバーの変化によってバリアント構成に変化が生じることが観察されている。神経細胞の分化の過程で唯一一定して存在するバリアントはH2A.Zである。H2A.Zは従来型のH2Aコアタンパク質に置き換わり、遺伝子サイレンシングに重要な役割を果たす。近年の研究では、H2A.ZはSwi2/Snf2関連ATPアーゼであるSwr1を用いてヌクレオソームへ組み込まれることが示唆されている。
同定されている他のH2AバリアントしてはH2A.Xがある。このバリアントはC末端領域が長く、DNA修復に利用される。このバリアントが利用する修復方法は非相同末端結合（NHEJ）であり、DNA損傷が直接的にこのバリアントへの変換を誘導する。電離放射線を用いた実験によって、リン酸化されたH2A.X（γH2A.X）とDNA二本鎖切断との関係が示されており、DNA損傷に応答してγH2A.Xが形成される。
MacroH2AはH2Aに類似したバリアントであり、H2AFY遺伝子によってコードされる。このバリアントはC末端テールにフォールディングしたドメインが付加されている点でH2Aとは異なる。MacroH2Aはメスの不活性化されたX染色体に位置している。

## 構造

ヒストンテールとクロマチン形成におけるその機能

H2Aは球状ドメインと長いN末端テール、そしてC末端テールから構成される。N末端テールやC末端テールが翻訳後修飾が行われる部位である。テール領域での二次構造の形成はこれまで同定されていない。H2Aにはヒストンフォールドと呼ばれるフォールドが存在する。ヒストンフォールドは2つのループで連結された3つのヘリックスからなるヘリックスターンヘリックスモチーフであり、ヘリックスのhandshake型配置によってH2Bとの二量体化を可能にする。ヒストンフォールドは構造レベルではH2Aの間で保存されているが、この構造をコードする配列はバリアント間で異なる。
MacroH2Aバリアントの構造はX線結晶構造解析によって解明されている。保存された非ヒストンドメインにはDNA結合構造とペプチダーゼフォールドが含まれている。この保存されたドメインの機能は未解明であるが、Xist RNAの固定部位としての機能や修飾酵素としての機能の可能性が示唆されている。

## 機能

クロマチン構造の基本的単位

H2AはDNAのクロマチンへのパッケージングに重要である。このパッケージング過程は遺伝子発現に影響を与える。H2Aはクロマチンの全体構造の決定に主要な役割を果たしており、遺伝子発現を調節することが知られている。
H2AによるDNAの修飾は細胞核で行われる。H2Aタンパク質の核内輸送を担うタンパク質はカリオフェリンとインポーチンである。近年の研究ではNAP1（nucleosome assembly protein 1）もH2Aを核内へ輸送し、DNAを巻くために利用されていることが示されている。H2Aの他の機能はヒストンバリアントH2A.Zで見られる。このバリアントは遺伝子の活性化、アンチセンスRNAのサイレンシングと抑制とも関係している。さらに、ヒトと酵母の細胞ではH2A.ZはRNAポリメラーゼIIのリクルートの促進にも利用されている。
ヒストンは真核生物で保存された細胞内のカチオン性タンパク質であり、抗微生物活性にも関与している。ヒストンH2Aのバリアントが抗菌ペプチドとして作用することで宿主の免疫応答に関与していることが脊椎動物と無脊椎動物で報告されている。H2Aタンパク質は片側が疎水性、反対側が親水性の残基からなる両親媒性のαヘリカルタンパク質であり、このことがH2Aの抗微生物活性を高めている。

## 遺伝学
H2Aはヒトゲノム中で、H2AFB1、H2AFB2、H2AFB3、H2AFJ、H2AFV、H2AFX、H2AFY、H2AFY2、H2AFZを含む多数の遺伝子によってコードされている。さまざまなH2A分子のバリアント間で遺伝子パターンは大部分が保存されており、遺伝子発現の変動はH2Aの発現を制御する調節装置によるものである。研究者らは真核生物のヒストンタンパク質の進化系統を調べ、調節遺伝子の多様化を発見した。最も大きな差異がみられたのは、コアヒストン遺伝子のシス調節配列モチーフと結合するタンパク質因子であった。遺伝子配列の多様性は、細菌、菌類、植物、哺乳類の遺伝子にみられた。
H2Aタンパク質のバリアントの一つに、H2A.Bbd（Barr body deficient）バリアントがある。このバリアントはH2Aとは異なる遺伝子配列で構成されており、転写が活発なドメインで機能している。H2A.Bbdと関係した他の差異はC末端領域に存在する。H2A.BbdのC末端ドメインはH2AのC末端と比較して短く、両者のC末端領域の同一性は約48%ある。H2A.Bbdは活発な染色体で機能し、これまでに線維芽細胞の不活性化X染色体では見つかっていない。また、アセチル化されたH4と結合していることが発見されている。
H2A.ZはH2Aと比較して異なる機能を持ち、このことはH2Aとこのバリアントの遺伝的差異と相関している。H2A.Zを含むヌクレオソームは、H1の結合に対する抵抗性が生じる。H2A.Zの遺伝子は酵母ではHtz1遺伝子にコードされる非必須遺伝子である一方で、脊椎動物には2つのH2A.Z遺伝子が存在する。これらの遺伝子にコードされるH2A.Z1とH2A.Z2は、3残基が異なるのみである。当初、研究者らはこれらの遺伝子は冗長的であると考えていたが、H2A.Z1の変異体が作出された際、哺乳類での試験で致死性が確認された。そのため、H2A.Z1は必須遺伝子である。他方、H2A.Z2の変異体からは機能は同定されなかった。この遺伝子は哺乳類で転写されており、遺伝子発現は哺乳類の生物種の間で保存されていることから、この遺伝子も何らかの機能を持っていることが示唆されている。植物では多くの残基が異なるいくつかのH2A.Zが存在し、これらの差異は細胞周期の調節における差異に寄与している。
H2AからのH2A.Xの多様化は、系統樹の複数の地点で生じている。リン酸化モチーフの獲得はH2A.Xが複数の起源から生じたことを示す明確な例の1つである。一方でこれらはH2A.Xから複数の地点でH2Aが生じたこととも矛盾しない。菌類にH2A.Xが存在し典型的H2Aが存在しないことから、H2A.XがH2Aのもともとの祖先であったとも考えられる。

## H2Aの修飾
H2Aの修飾は現在も研究が進んでいる。H2Aにはセリン残基のリン酸化部位やスレオニン残基のO-GlcNAc化部位も同定されている。H2Aのバリアント間では修飾される残基にも大きな差異が存在する。例えば、H2A.BbdにはH2Aに存在する修飾残基が存在せず、修飾の差異はH2A.Bbdの機能をH2Aとは異なるものにしている。前述したように、H2A.XはDNA修復に機能することが知られている。この機能はH2A.XのC末端のリン酸化に依存しており、H2A.Xはリン酸化されることでDNA修復に機能できるようになる。H2A.XのC末端にはH2Aと比較して、Ser-Gln-(Glu/Asp)-(疎水的アミノ酸)というモチーフが付加されており、このモチーフのセリン残基がDNAの二本鎖切断によってリン酸化される。